# Hendrik I van Holstein
Hendrik I van Holstein (circa 1258 - 1304) was van 1290 tot 1304 graaf van Holstein-Rendsburg. Hij behoorde tot het huis Schaumburg.

## Levensloop
Hendrik I was de zoon van graaf Gerard I van Holstein-Itzehoe en diens echtgenote Elisabeth, dochter van heer Johan I van Mecklenburg. In 1285 kon hij koning Erik V van Denemarken ervan overtuigen om hertog Waldemar V van Sleeswijk uit gevangenschap vrij te laten. Na de dood van zijn vader in 1290 verdeelde hij samen met zijn broers Gerard II en Adolf VI het graafschap Holstein-Itzehoe. Hierbij kreeg Hendrik het graafschap Holstein-Rendsburg met als hoofdstad Rendsburg. Tijdens zijn bewind was hij vrijwel constant in oorlog met het district Dithmarschen.
Kort voor zijn dood in 1304 voerde Hendrik een belasting in op geïmporteerde goederen. De helft van de opbrengst hieruit ging naar de stad Hamburg, terwijl de andere helft verdeeld werd tussen het graafschap Schaumburg en Holstein-Rendsburg. Nadat de graven van Schaumburg in 1640 uitstierven, ging de volledige helft van de opbrengst naar het hertogdom Holstein. Toen de hertogen van Holstein in 1768 ook uitstierven, ging de volledige opbrengst van de belasting op geïmporteerde goederen naar de stad Hamburg.

## Huwelijk en nakomelingen
In 1289 huwde hij met Heilwig (1265-na 1331), dochter van Willem II van Bronckhorst, heer van Bronkhorst en Rekem en diens echtgenote Ermgard van Randerode.
Ze kregen de volgende kinderen:
- Giselbrecht (1290-1345), bisschop van Halberstadt
- Gerard III (1293-1340), graaf van Holstein-Rendsburg
- Adelheid (overleden in 1350), huwde in 1313 met hertog Erik II van Sleeswijk
- Elisabeth (1300-voor 1340), huwde in 1315 met hertog Johan II van Saksen-Lauenburg en daarna in 1329 met medekoning Erik van Denemarken